# Didn’t do it for Love
Didn’t do it for Love, das abenteuerliche Leben der Eva Norvind ist ein deutscher Dokumentarfilm aus dem Jahr 1997. Monika Treut porträtiert in ihrem Film die New Yorker BDSM-Pädagogin Eva Norvind.

## Handlung
Eva Norvind, geboren 1944 als Eva Johanne Chegodaieva Sakonskaja in Trondheim, Norwegen, ist die Tochter eines russischen Prinzen und einer finnischen Bildhauerin. Im Film erzählt Eva Norvind von ihren Höhepunkten und Abstürzen, gewährt einen Einblick in ihre persönliche Reise und erzählt von den verschiedenen Stationen ihres Lebens. 
Eva Norvind begann ihre Karriere als Showgirl in Paris und Quebec, wo sie als „mexikanische Marilyn Monroe“ bekannt wurde. Später arbeitete sie als Fotografin und Journalistin. In New York wurde sie als Domina und S/M-Pädagogin bekannt. Der Film zeigt mexikanische Filmclips, Fotos und amerikanische Fernsehauftritte von Eva Norvind. Interviews mit ihren Freunden, Partnern und Familienmitgliedern geben zusätzliche Einblicke in ihr Leben.

## Festivals
Die internationale Uraufführung fand im September 1997 auf dem Toronto International Film Festival statt.
- 1998: Berlin & Beyond Festival, USA
- 1998: Internationale Filmfestspiele Berlin 1998
- 1999: Rio Film Festival
- 2002: Thessaloniki Documentary Festival
- 2002: Taiwan Women Make Waves Film and Video Festival

## Rezeption
Der Dokumentarfilm über Eva Norvinds Leben wird in den meisten Kritiken als interessantes Porträt einer selbstbewussten Frau wahrgenommen. Derek Elley warnt, dass eine längere Sequenz mit Norvind als Domina, mit Messer, Kerze und weiblicher Unterwerfung, nichts für Zartbesaitete sei. Die Filmkritikerin Katja Nicodemus entdeckt in Didn’t Do It For Love den Sexus, der ins Revolutionäre umschlägt. Sie erkennt umstürzlerische Züge in der sexuellen Provokation. Der Protagonistin Norvind schreibt sie das Charisma einer Hohepriesterin zu, die ihren Körper als Instrument der Überschreitung nutzt. David Ehrenstein, ein amerikanischer Filmkritiker, schreibt in der New Times von einem "sozio-sexuellen Schlachtfeld", auf dem sich Monika Treut mit diesem Film für eine "sexuelle Avantgarde" starkmache. Vermisst wird das filmische Hinterfragen der Selbst- und Zeitzeugenaussagen und einer sadomasochistischen Spielszene, die als provokativ, an der Grenzen zum Spekulativen beschrieben wird.